# Kultura kamiennobałecka
Kultura kamiennobałecka – nazwa tej kultury związana jest z eponimicznym stanowiskiem Kamiennaja Bałka położonym nad Morzem Azowskim. Zespół zjawisk kulturowych utożsamianych z kulturą kamiennobałecką obejmował swym zasięgiem obszary nadczarnomorskie np. stanowisko Fiedorowka. Rozwój niniejszej kultury wyznaczają daty między 13 a 11 tys. lat temu. Inwentarz kamienny owej kultury reprezentowany jest przez ostrza i zbrojniki tylcowe. Gospodarka kultury kamiennobałeckiej oparta była na polowaniach na bizony oraz konie.